# Sears Roebuck (Perú)
Sears Roebuck del Perú fue la primera gran cadena de tiendas por departamentos en el mercado peruano. Inició operaciones en 1951 mediante una oficina de venta por catálogo, constituyéndose oficialmente en noviembre de 1953 bajo la denominación «Sears Roebuck del Perú S.A.» e inaugurando su primer establecimiento en el distrito de San Isidro el 15 de septiembre de 1955. Este fue construido en la cuadra 32 de la actual Avenida Paseo de la República, sobre terrenos adquiridos a la familia Brescia.

## Historia
Sears, de capitales estadounidenses, debutó en el mercado peruano a través de la venta por catálogo en 1951. El éxito de ese canal derivó en su conversión a una cadena de tiendas por departamentos.[cita requerida]
La expansión de la cadena se concretó con aperturas en el Centro Comercial Plaza San Miguel, la cuadra siete de la avenida Larco en Miraflores y el Jirón de la Unión en el Centro Histórico de Lima.[cita requerida]
Sears también operó un establecimiento en la Avenida Sucre en Pueblo Libre, cuya oferta fue básicamente constituida por electrodomésticos, cerrando sus puertas de la mano con la apertura en el Centro Comercial Plaza San Miguel en 1976.[cita requerida]
En 1984, Sears vende su participación a la firma colombo-peruana Sociedad Andina de los Grandes Almacenes, hecho que derivó en el relanzamiento de la cadena en 1988 bajo la marca Saga; esta cadena se fusionó en 1995 con la retailer regional Falabella, naciendo así Saga Falabella, retailer que actualmente lidera el sector de tiendas por departamentos en el mercado peruano.

## Locales
- San Isidro (actualmente operado por Falabella)
- Jr. de la Unión - Lima (actualmente uno de los locales es operado por Falabella)
- Plaza San Miguel - San Miguel (actualmente operado por Falabella)
- Pasaje Olaya - Cercado de Lima (actualmente operado por Falabella)
- Av. José Larco 753 - Miraflores
- Av. Antonio José de Sucre - Pueblo Libre